# Diskografija Xzibita
Ovo je diskografija američkog repera Xzibita.

## Studijski albumi albumi
| Godina | Naziv                                                                                 | Pozicije na top listama | Pozicije na top listama | Pozicije na top listama | Pozicije na top listama | Certifikacije                                     |
| Godina | Naziv                                                                                 | SAD 200                 | U.S. R&B                | SAD Rap                 | KAN                     | Certifikacije                                     |
| ------ | ------------------------------------------------------------------------------------- | ----------------------- | ----------------------- | ----------------------- | ----------------------- | ------------------------------------------------- |
| 1996.  | At the Speed of Life - Objavljen: 15. listopada 1996. - Diskografska kuća: Loud/RCA   | 74                      | 22                      | *                       | —                       |                                                   |
| 1998.  | 40 Dayz & 40 Nightz - Objavljen: 25. kolovoza 1998. - Diskografska kuća: RCA          | 58                      | 14                      | *                       | —                       |                                                   |
| 2000.  | Restless - Objavljen: 12. prosinca 2000. - Diskografska kuća: Loud                    | 12                      | 1                       | *                       | —                       | - SAD: platinasta - KAN: platinasta - UK: srebrna |
| 2002.  | Man vs. Machine - Objavljen: 1. listopada 2002. - Diskografska kuća: Loud/Columbia    | 3                       | 1                       | *                       | 8                       | - SAD: zlatna - KAN: zlatna                       |
| 2004.  | Weapons of Mass Destruction - Objavljen: 14. prosinca 2004. - Diskografska kuća: Sony | 43                      | 19                      | 11                      | —                       | - SAD: zlatna                                     |
| 2006.  | Full Circle - Objavljen: 17. listopada 2006. - Diskografska kuća: Koch                | 50                      | 13                      | 7                       | —                       |                                                   |
| 2010.  | MMX - Objavljen: 2010. - Label: Open Bar/E1                                           |                         |                         |                         |                         |                                                   |